# Del-Monte-Gold-Klasse
Die Del-Monte-Gold-Klasse ist eine Klasse von sechs Kühlcontainerschiffen der 600FEU-Serie, die für die Schifffahrtsabteilung von Fresh Del Monte Produce bestellt wurden. Die Schiffe wurden von Det Norske Veritas – Germanischer Lloyd klassifiziert und sollen auf der Route von Südamerika nach den Vereinigten Staaten eingesetzt werden. Gebaut wurden sie bei der chinesischen Werft CSSC Huangpu Wenchong Shipbuilding Co., Ltd.

## Geschichte
Die Schiffe Del Monte Gold, Del Monte Rose, Del Monte Harvester, Del Monte Spirit, Del Monte Valiant und Del Monte Pride wurden am 16. Juni 2016 von der Norbulk Shipping UK Ltd. (Vereinigtes Königreich) geordert. Auch als Manager wurde Norbulk House benannt.

## Technische Daten
Der Entwurf der Schiffe, die mit hybriden Abgasreinigungssystemen und Landstromanschlüssen ausgestattet sind, stammt von dem Shanghai Merchant Ship Design & Research Institute. Mit einer Länge über alles von 192 m, Breite von 30 m und Tiefgang von 9,3 m ist sie mit 21.390 GT vermessen. Die Stellplatzkapazität beträgt 1276 TEU, die Anzahl der Kühlcontainer beträgt 634 FEU. Die Schiffe sind mit insgesamt vier Kranen ausgestattet und fahren unter der Flagge von Panama.
Der langsam laufende einfachwirkende Zweitakt-Dieselmotor vom Typ MAN B&W S60ME-C mit acht Zylindern mit der Bohrung von 600 mm und Hub von 2400 mm mit der Nennleistung von rund 26.950 PS verleiht den Schiffen eine Geschwindigkeit von 21,5 Knoten. Vier Hilfsdiesel von Daihatsu, je zwei mit sechs Zylindern (2000 kW) und acht Zylindern (2500 kW), dienen zur Stromversorgung und zur Notstrom-Versorgung steht ein Cummins-Diesel zur Verfügung.

## Die Schiffe
Der Kiel der Del Monte Gold wurde am 4. Dezember 2015 gestreckt. Der Stapellauf war am 31. Oktober 2019 und die Ablieferung erfolgte am 30. Juni 2020. Das zweite Schiff, die Del Monte Rose wurde am 5. August 2020 abgeliefert. Das dritte Schiff, die Del Monte Harvester wurde am 1. September 2020 und das vierte Schiff, die Del Monte Spirit wurde am 1. November 2020 abgeliefert. Die Del Monte Valiant folgte im Januar 2021 und die Del Monte Pride im April 2021.
| Bauname             | Bauwerft Baunummer                                   | IMO-Nummer | Ablieferung       | Spätere Namen und Verbleib |
| ------------------- | ---------------------------------------------------- | ---------- | ----------------- | -------------------------- |
| Del Monte Gold      | CSSC Huangpu Wenchong Shipbuilding Co., Ltd.         | 9849643    | 30. Juni 2020     |                            |
| Del Monte Rose      | CSSC Huangpu Wenchong Shipbuilding Co., Ltd.         | 9869679    | 5. August 2020    |                            |
| Del Monte Harvester | CSSC Huangpu Wenchong Shipbuilding Co., Ltd.         | 9869667    | 1. September 2020 |                            |
| Del Monte Spirit    | CSSC Huangpu Wenchong Shipbuilding Co., Ltd. / H5541 | 9869679    | 1. November 2020  |                            |
| Del Monte Valiant   | CSSC Huangpu Wenchong Shipbuilding Co., Ltd. / H5546 | 9869681    | Januar 2021       |                            |
| Del Monte Pride     | CSSC Huangpu Wenchong Shipbuilding Co., Ltd. / H5547 | 9869693    | April 2021        |                            |